# Campo Alegre (Alagoas)
Campo Alegre é um município brasileiro do estado de Alagoas.

## História
Campo Alegre, antigo distrito subordinado ao município de São Miguel dos Campos, foi elevado à categoria de município pela primeira vez pela lei estadual nº 2086 de 26 de dezembro de 1957, mas foi logo extinto em 1958. Pela lei estadual nº 2241 de 8 de junho de 1960 foi recriado o município de Campo Alegre.